# Gimnàstica als Jocs Olímpics d'estiu de 1904 - Equips
La competició per equips va ser una de les proves de gimnàstica artística que es va disputar als Jocs Olímpics de Saint Louis de 1904. Era la primera vegada que es disputava una competició per equips, en què el resultat final era fruit de la suma dels resultats dels diferents gimnastes. Fins aleshores, les competicions per equips, consistien en grans grups de gimnastes que feien una única actuació. La competició es disputà el divendres 1 i el dissabte 2 de juliol de 1904. Hi van prendre part 78 gimnastes, en representació de 13 equips. Les puntuacions dels 6 millores membres de cada equips conformaven el resultat final.

## Medallistes
| Or | Plata | Bronze |
| Estats Units Philadelphia Turngemeinde John Grieb Anton Heida Max Hess Philip Kassel Julius Lenhart Ernst Reckeweg | Estats Units New York Turnverein Emil Beyer John Bissinger Arthur Rosenkampff Julian Schmitz Otto Steffen Max Wolf | Estats Units Central Turnverein, Chicago John Duha Charles Krause George Mayer Robert Maysack Philip Schuster Edward Siegler |

## Resultats
Als gimnastes alemanys, que demostraven tenir el millor rendiment, no se'ls permetia competir com a equip per no pertànyer al mateix club esportiu.
| Pos.                                         | Gimnasta | Punts |
| -------------------------------------------- | -------- | ----- |
| Or                                           |          |       |
| Estats Units Philadelphia Turngemeinde       | 370,13   |       |
| Julius Lenhart                               |          |       |
| Philip Kassel                                |          |       |
| Anton Heida                                  |          |       |
| Max Hess                                     |          |       |
| Ernst Reckeweg                               |          |       |
| John Grieb                                   |          |       |
| –                                            |          |       |
| John Wolf                                    |          |       |
| William Traband                              |          |       |
| Plata                                        |          |       |
| Estats Units New York Turnverein             | 356,37   |       |
| Otto Steffen                                 |          |       |
| John Bissinger                               |          |       |
| Emil Beyer                                   |          |       |
| Max Wolf                                     |          |       |
| Julian Schmitz                               |          |       |
| Arthur Rosenkampff                           |          |       |
| Bronze                                       |          |       |
| Estats Units Central Turnverein              | 352,79   |       |
| George Mayer                                 |          |       |
| John Duha                                    |          |       |
| Edward Siegler                               |          |       |
| Charles Krause                               |          |       |
| Philip Schuster                              |          |       |
| Robert Maysack                               |          |       |
| –                                            |          |       |
| Fred Schmind                                 |          |       |
| Anthony Jahnke                               |          |       |
| Gustav Mueller                               |          |       |
| 4                                            |          |       |
| Estats Units Concordia Turnverein            | 344,01   |       |
| William Merz                                 |          |       |
| George Stapf                                 |          |       |
| John Dellert                                 |          |       |
| Emil Voigt                                   |          |       |
| George Eyser                                 |          |       |
| Hy. Meyland                                  |          |       |
| –                                            |          |       |
| Charles Dellert                              |          |       |
| 5                                            |          |       |
| Estats Units South St. Louis Turnverein      | 338,32   |       |
| Charles Umbs                                 |          |       |
| Andrew Neu                                   |          |       |
| William Tritschler                           |          |       |
| Christian Deubler                            |          |       |
| Edward Tritschler                            |          |       |
| John Leichinger                              |          |       |
| –                                            |          |       |
| Max Thomas                                   |          |       |
| Richard Tritschler                           |          |       |
| William Kruppinger                           |          |       |
| 6                                            |          |       |
| Estats Units Norwegier Turnverein            | 338,00   |       |
| Ragnar Berg                                  |          |       |
| Harry Hansen                                 |          |       |
| Charles Sorum                                |          |       |
| Oliver Olsen                                 |          |       |
| Oluf Landnes                                 |          |       |
| Bergin Nilsen                                |          |       |
| –                                            |          |       |
| Arthur Sundbye                               |          |       |
| 7                                            |          |       |
| Estats Units Turnverein Vorwärts (Chicago)   | 329,68   |       |
| Theodore Gross                               |          |       |
| Henry Koeder                                 |          |       |
| Jacob Hertenbahn                             |          |       |
| Henry Kraft                                  |          |       |
| James Dwyer                                  |          |       |
| Rudolf Scharder                              |          |       |
| –                                            |          |       |
| Willard Schrader                             |          |       |
| Barney Chimberoff                            |          |       |
| William Herzog                               |          |       |
| 8                                            |          |       |
| Estats Units Davenport Turngemeinde          | 325,52   |       |
| Reinhard Wagner                              |          |       |
| Leander Keim                                 |          |       |
| Otto Neimand                                 |          |       |
| Phillip Sontag                               |          |       |
| Harry Warnken                                |          |       |
| Bernard Berg                                 |          |       |
| –                                            |          |       |
| Otto Thomsen                                 |          |       |
| 9                                            |          |       |
| Estats Units La Salle Turnverein             | 318,13   |       |
| Emil Rothe                                   |          |       |
| Frank Schicke                                |          |       |
| William Horschke                             |          |       |
| George Aschenbrener                          |          |       |
| Otto Feyder                                  |          |       |
| Walter Real                                  |          |       |
| 10                                           |          |       |
| Estats Units Passaic Turnverein              | 301,39   |       |
| P. Gussmann                                  |          |       |
| G. Hermerrling                               |          |       |
| M. Bascher                                   |          |       |
| K. Roedek                                    |          |       |
| P. Ritter                                    |          |       |
| M. Fischer                                   |          |       |
| –                                            |          |       |
| K. Woerner                                   |          |       |
| 11                                           |          |       |
| Estats Units Milwaukee Turnverein            | 286,97   |       |
| Robert Herrmann                              |          |       |
| Louis Hunger                                 |          |       |
| Louis Rathke                                 |          |       |
| August Placke                                |          |       |
| Christian Sperl                              |          |       |
| J. Wassow                                    |          |       |
| –                                            |          |       |
| L. Guerner                                   |          |       |
| 12                                           |          |       |
| Estats Units Socialer Turnverein             | 273,65   |       |
| Robert Reynolds                              |          |       |
| Alvin Kritschmann                            |          |       |
| Clarence Kiddington                          |          |       |
| Otto Roissner                                |          |       |
| John Messel                                  |          |       |
| William Friedrich                            |          |       |
| 13                                           |          |       |
| Estats Units Turnverein Vorwärts (Cleveland) | 271,84   |       |
| Rudolf Krupitzer                             |          |       |
| Edward Hennig                                |          |       |
| William Berewald                             |          |       |
| Michael Lang                                 |          |       |
| Paul Studel                                  |          |       |
| Theodore Studler                             |          |       |

Els següents clubs no competien com a equip per no estar format per un mínim de sis gimnastes.
| Pos.                                            | Gimnasta | Punts |
| ----------------------------------------------- | -------- | ----- |
| –                                               |          |       |
| Estats Units Socialer Turnverein, Indianapolis  | –        |       |
| Max Emmerich                                    |          |       |
| Henry Prinzler                                  |          |       |
| M. Barry                                        |          |       |
| –                                               |          |       |
| Estats Units Vorwärts Turnverein, Brooklyn      | –        |       |
| Otto Boehnke                                    |          |       |
| –                                               |          |       |
| Estats Units Newark Turnverein                  | –        |       |
| Lorenz Spann                                    |          |       |
| Louis Kniep                                     |          |       |
| Charles Schwartz                                |          |       |
| –                                               |          |       |
| Estats Units Kansas City Turnverein             | –        |       |
| George Schroeder                                |          |       |
| Andreas Kempf                                   |          |       |
| Otto Knerr                                      |          |       |
| Edward Pueschell                                |          |       |
| –                                               |          |       |
| Estats Units Turnverein Germania, Los Angeles   | –        |       |
| William Andelfinger                             |          |       |
| Wilhelm Zabel                                   |          |       |
| –                                               |          |       |
| Estats Units Vorwärts Turnverein, Brooklyn      | –        |       |
| George Mastrovich                               |          |       |
| –                                               |          |       |
| Estats Units Johnstown Turnverein, Johnstown PA | –        |       |
| Frank Raad                                      |          |       |
| –                                               |          |       |
| Estats Units St. Louis Schweizer Turnverein     | –        |       |
| Emil Schwegler                                  |          |       |
| –                                               |          |       |
| Estats Units Labor Lycaeum, Baltimore           | –        |       |
| Martin Ludwig                                   |          |       |